# Blue Island
Blue Island város az USA Illinois államában Cook megyében. Lakosainak száma 22 558 fő (2020. április 1.).

## Népesség
A település népességének változása:
| Lakosok száma | 1542 | 23 706 | 22 558 |
|               | 1880 | 2010   | 2020   |